# Daiki Tomii
Daiki Tomii (富居 大樹 Tomii Daiki?, Saitama, 27 de agosto de 1989) es un exfutbolista japonés que jugaba como guardameta.

## Trayectoria

### Clubes
| Club                    | País  | Año       |
| ----------------------- | ----- | --------- |
| Thespakusatsu Gunma     | Japón | 2013-2015 |
| Montedio Yamagata       | Japón | 2016-2017 |
| Shonan Bellmare         | Japón | 2018-2024 |
| Mito HollyHock (cedido) | Japón | 2024      |

## Palmarés

### Títulos nacionales
| Título         | Club            | País  | Año  |
| -------------- | --------------- | ----- | ---- |
| Copa J. League | Shonan Bellmare | Japón | 2018 |